# Grafică digitală
Grafica digitală este o activitate în care computerul este utilizat pentru sintetizarea, modificarea, stocarea și managementul imaginilor, precum și pentru prelucrarea informației vizuale obținute din realitatea înconjurătoare. Grafica digitală este un domeniu al [[informatică|informaticii]}. Termenul englez corespunzător este computer graphics. Grafica digitală mai este numită uneori grafică de computer, grafică de calculator, grafică pe calculator sau grafică computerizată.

## Scurt istoric
La începutul istoriei sale prin anii ´60 grafica digitală făcea primii pași de progrese tehnice, grafica la calculator fiind destul de limitată în posibilități tehnice. Inițial a dat posibilitatea de a afișa pe ecran doar câteva zeci de segmente și elemente geometrice; se putea lucra doar cu elemente grafice relativ simple. Evoluțiile, elaborările softului și posibilităților tehnice erau analizate în academii și mediul științific. Treptat însă grafica de calculator s-a stabilit în viața cotidiană, oferind posibilități de realizare a proiectelor comerciale de succes. Etape în dezvoltarea graficii digitale:
- În anii 1960-1970 s-a format ca disciplină științifică. În această perioadă se dezvoltă metode și algoritmi de bază: tăiere, scanarea rastru, primitive (elemente) grafice, modelele de umbrire, imagini de scene spațiale, trasări tridimensionale, lumini de modelare.
- În anii 1980 programele sunt în curs de dezvoltare mai mult ca o disciplină aplicată. Metodele de aplicare a acesteia se dezvoltă în diverse domenii de activitate umană.
- Metodele anilor 1990 de grafică pe calculator au devenit principalul mijloc de dialog între om și calculator, și rămâne valabil până în prezent.

Grafica digitală contemporană este o disciplină tehnico-științifică destul de dificilă, bine concepută și variată. Unele compartimente, cum ar fi transformările geometrice, modalitățile de a descrie curbe și suprafețe, au fost studiate destul de bine. Unele zone continuă să evolueze: metodele de scanare a rasterului, eliminarea liniilor și suprafețelor ascunse, modelarea și utilizarea culorilor și iluminațiilor, texturarea, crearea efectului de transparență și transluciditate, etc.
Sunt create suporturi tehnice și softuri (programe) pentru a produce imagini de diferite tipuri și pentru diverse scopuri – de la simple desene la imagini realiste ale obiectelor naturale.

## Domenii de aplicare
Aplicarea graficii pe calculator este formată din următoarele domenii principale:
- Vizualizarea informației
- Proiectare
- Modelare (simulare)
- Interfață grafică pentru utilizatori (GUI)

În prezent cunoașterea elementelor de bază ale graficii pe calculator este necesară inginerilor, oamenilor de știință, artiștilor plastici, designerilor, fotografilor, pictorilor de animație etc.
Odată cu apariția unor noi cerințe s-au dezvoltat rapid multiple aplicații software, devenind mai intuitive, mai structurate pentru utilizare. Datorită calculatorului  putem avea la dispoziție în câteva fracțiuni de secundă variații multiple de culoare, forme, compoziții etc.
În baza tehnologiilor graficii computerizate s-au dezvoltat:
- Interfața de utilizator, GUI
- Proiectarea digitală în arhitectură și grafica industrială
- Efecte vizuale specializate, cinematografia digitală
- Grafica de computer pentru filme, animație, televiziune
- Rețeaua Internet
- Conferințele video
- Televiziunea digitală
- Proiecte multimedia, proiecte interactive
- Fotografia digitală și posibilitățile avansate de prelucrare a fotografiei
- Grafica și pictura digitală (cu 2 laturi esențiale – imitarea materialelor tradiționale și noile instrumente de lucru digitale)
- Vizualizarea datelor științifice și de afaceri
- Jocuri la calculator, sisteme de realitate virtuală („VR”) (de ex. simulatoare pentru aviație)
- Sisteme de proiectare automatizată
- Tomografie computerizată
- Poligrafia
- Grafica laser
- Realitatea augmentară

## Activitate științifică
Grafica pe calculator este de asemenea și un domeniu de activitate științifică.
În domeniul graficii digitale se susțin lucrări științifice, precum și o varietate de conferințe, ca de ex. Conferința Siggraph.

## Categorii
Grafica digitală se divizează în mai multe categorii:
- Grafica bidimensională (se constituie din 2 algoritm-uri de prezentare – grafică raster și grafică vector)
- Grafica Fractal
- Grafica tridimensională (este des utilizată în animație, spoturi publicitare, jocuri la computer etc.)
- CGI grafica (CGI – în engleză imagini, personaje generate de computer)
- Grafica animată
- Grafica video
- Grafica web
- Grafica Multimedia
- Grafica în designul poligrafic

## Definiții după tipuri
În grafica digitală se operează cu diverse elemente grafice, pentru elaborarea și controlul imaginilor; pixel, punct, linie, curbă, poligon, etc. La baza graficii digitale (și în special grafica bidimensionala) stau doua tipuri de calculații, Raster (sau rastru) și Vector (vectorială). Grafica rastru și vector stau la baza graficii digitale, ele sunt utilizate de programele 3dimensionale, programe pentru montare video, animație, etc.
Prezentarea la calculator a imaginii de tip Raster se face în baza segmentării unei suprafețe cu ajutorul unor pătrățele mici care se numesc pixeli. O imagine rastru este un tablou format din mai multi pixeli. Cu cât mai mulți pixeli avem în imagine cu atât calitatea detaliilor e mai înaltă. Acest tip de grafică permite să cream și să reproducem oricare imagine cu multitudinea de efecte și subtilități, indiferent de complexitate. Imaginile procesate cu ajutorul scanerului sau aparatelor foto sunt formulate ca raster. 
- Neajunsurile – e complicata redimensionarea graficii rastru, deoarece la interpolare (adăugare de pixeli în raport de cei existenți în imagine) computerul inventează calculând pixelii nu întotdeauna satisfăcător, cu toate că sunt diverse metode de interpolare.

În grafica de calculator, Grafica vectorială este un procedeu prin care imaginile sunt construite cu ajutorul descrierilor matematice prin care se determină poziția, lungimea și direcția liniilor folosite în desen.
Grafica vectoriala e bazată ca principiu pe desen cu ajutorul liniilor calculate pe o suprafața. Liniile pot fi drepte sau curbe. 
În cazul imaginilor vectoriale fișierul stochează liniile, formele și culorile care alcătuiesc imaginea, ca formule matematice.
Imaginile Vector pot fi mărite și micșorate fără a pierde calitatea. O imagine poate fi modificată prin manipularea obiectelor din care este alcătuită, acestea fiind salvate apoi ca variații ale formulelor matematice specifice. Este des utilizata în imagini cu funcții decorative, caractere-text, logotipuri, infograme, decor, cat și în proiecte sofisticate 3D, montare video, animație, etc.

## Sisteme cromatice, modele și profiluri de culoare
Există sisteme sofisticate de control cromatic al imaginilor. Adaptarea valorilor cromatice se aplică în funcție de necesitați și scopuri. Astfel, pentru controlul de culoare la computere, există mai multe modele cromatice (sau modele de culoare), care pot fi folosite pentru definirea cromatică a imaginii, pentru selectarea culorilor în procesul desenării și creării imaginii, pentru arhivare, etc.
În general există două tipuri majore de modele cromatice: 
- amestecul aditiv RGB (din engleză de la Red-Green-Blue, roșu-verde-albastru) – amestec de culori lumină – se utilizează pentru ecran, monitor, televiziune, scanare, aparate foto, design web, animație și altele
- amestec substractiv CMYK (de la Cyan-Magenta-Yellow-blacK) – amestec de culori pigment – se utilizează pentru proiecte poligrafice destinate tiparului color.

Unele modele de culoare admit variații ale diapazonului cromatic, din acest motiv sunt împărțite în diverse profiluri de culoare destinate diferitelor necesități. De exemplu, pentru modelul RGB există mai multe profiluri. sRGB IEC61966-2.1 – diapazon mediu utilizat mai des pentru pagini web, sau Adobe RGB (1998) – diapazon mai mare utilizat pentru prelucrarea imaginilor destinate produselor pentru tipar.
Pe lângă modelele cromatice RGB și CMYK mai există și altele precum: Lab, HSB / HSL / HSI, Culori Indexate, Culori Pantone/PMS (Pantone Matching System), Culori Spot.

## Listă de aplicații

### Gratuite sau cu sursă liberă
- Inkscape
- Paint.NET

### Comerciale
- Adobe Illustrator
- Adobe Photoshop
- CorelDRAW X3
- Xara Photo & Graphic Designer

## Cercetători notabili
- Arthur Appel
- James Arvo
- Brian A. Barsky
- Jim Blinn
- Jack E. Bresenham
- Loren Carpenter
- Edwin Catmull
- James H. Clark
- Robert L. Cook
- Franklin C. Crow
- Paul Debevec
- David C. Evans
- Ron Fedkiw
- Steven K. Feiner
- James D. Foley
- David Forsyth
- Henry Fuchs
- Andrew Glassner
- Henri Gouraud (computer scientist)
- Donald P. Greenberg
- Eric Haines
- R. A. Hall
- Pat Hanrahan
- John Hughes
- Jim Kajiya
- Takeo Kanade
- Kenneth Knowlton
- Marc Levoy
- Martin Newell (computer scientist)
- James O'Brien
- Ken Perlin
- Matt Pharr
- Bui Tuong Phong
- Przemyslaw Prusinkiewicz
- William Reeves
- David F. Rogers
- Holly Rushmeier
- Peter Shirley
- James Sethian
- Ivan Sutherland
- Demetri Terzopoulos
- Kenneth Torrance
- Greg Turk
- Andries van Dam
- Henrik Wann Jensen
- Gregory Ward
- John Warnock
- J. Turner Whitted
- Lance Williams